# 熊本バス
熊本バス株式会社（くまもとバス）は、熊本県熊本市を拠点とする路線バス・貸切バス事業者である。旅客運送のほか旅行代理店や自動車学校なども運営する。本社は熊本市東区の熊本中央営業所。
旧社名熊延鉄道（ゆうえんてつどう）。1964年に鉄道事業を廃止したため現在の社名に変更した。鉄道線については熊延鉄道を参照。
なお、同社名を冠した熊本市北区八景水谷のタクシー会社「熊本バスタクシー」は資本を含め当項目の熊本バス（熊延鉄道）とは関係性は無い。

## 沿革
- 1912年11月 - 御船鉄道として設立。
- 1927年1月 - 熊延鉄道に社名変更（鉄道区間　南熊本 - 砥用）。
- 1940年8月 - 熊延鉄道のバス部門として路線バス・貸切バス事業を開始。
- 1964年4月 - 鉄道線が廃止されたため社名を現在の熊本バスに改める。同年、「熊本バス自動車学校」設立。
- 1998年3月 - 県内4事業者共通プリペイド式バスカード「TO熊カード」取扱いを開始。
- 2004年12月 - 九品寺（）車庫廃止。
- 2005年12月26日 - 本社事務所を熊本市新市街11番18号（熊本バス第一生命ビル、現・中央区）から熊本市画図町重富600番地（中の瀬車庫、現・東区）に移転。第一生命ビルの持ち分は第一生命保険に売却[8]。
- 2009年6月 - 熊本バスツーリストビューローと貸切営業課を熊本市萩原町3番21号1Fに移転。
- 2015年2月13日 - 地域経済活性化支援機構による支援決定を発表[9]。運行便数・従業員数は維持する[10][11]。
- 2015年4月1日 - この日より、これまでのTO熊カードに代わる運賃支払い方法として、県内4社共通のICカード乗車券「くまモンのIC CARD（熊本地域振興ICカード）」取扱いを開始。
- 2016年3月23日 - この日よりくまモンのIC CARDエリアにおいて熊本市交通局が導入しているICカード「でんでんnimoca」との相互利用が可能となると同時に、くまモンのIC CARDエリアがJR九州が導入しているICカード「SUGOCA」エリアに含まれる事となり、SUGOCAと相互利用可能な全国10社交通系ICカード （Suica・PASMO・はやかけんなど）の片利用が可能となる。ただし、くまモンのIC CARDはでんでんnimocaとは相互利用出来る一方、SUGOCAエリアなどでは使用不可。これに伴い、同月31日を以ってこれまで使用されてきたTO熊カードの取扱いを終了。
- 2021年4月1日 - 九州産交バス、産交バス、熊本電気鉄道、熊本都市バスと共に路線バス事業の共同経営を実施[12][13]。これに伴い、これまで熊本バスが運行していた 川尻・南区役所線の2系統を廃止（代わりに並行して運行している九州産交バスの既存便を利用するかたちになった。）。
- 2023年10月1日 - この日から九州産交バス、産交バス、熊本電気鉄道、熊本都市バスと共に熊本市電と並走している区間を中心に、熊本駅・上熊本駅・新水前寺駅と市内中心部を結ぶエリアを180円均一運賃とした[14]。
- 2024年9月7日 - この日から土日祝限定で翌年3月までの予定で九州産交バス、産交バス、熊本電気鉄道、熊本都市バスと共に熊本市電と並走している区間を中心に、熊本駅・上熊本駅・新水前寺駅と市内中心部を結ぶエリアを1日300円乗り放題とする（デジタルチケット購入が必要）[15]。
- 2024年10月1日 - 馬見原線（浜町 - 馬見原）の路線と馬見原出張所を廃止[16]、同日山都町に路線を移行しコミュニティバス運行開始[17]。
- 2024年11月15日 - この日を以ってくまモンのIC CARDによるでんでんnimocaとの相互利用を終了[18]と共に、全国交通系ICカードの利用が停止となる[19]。熊本県内におけるバスでの運賃支払いのためのICカードの利用はくまモンのIC CARDのみ引き続きでの取り扱いとなる。
- 2025年2月24日 - 前年11月15日を以って使用中止となった全国交通系ICカードの片利用に代わり、この日から全路線でクレジットカード等のタッチ決済機能のサービスを開始[20]。
- 2025年4月1日 - これまで当社便のみ使用出来なかった熊本県内交通事業者発行の1日共通乗り放題券「わくわく1dayパス」が、この日から当社便でも使用可能となり、全路線で取扱開始[21][22][23]。

## バス事業

### 路線バス

#### 路線
- 熊本桜町バスターミナル（旧熊本交通センター）や大型SC「イオンモール熊本」（停留所名は2015年3月末まで旧称の「イオンモール熊本クレア」を継続使用、ただし行先表示では2019年9月まで単に「クレア」と表記）を拠点とし、旧熊延鉄道沿線を中心に熊本市の南部地区や東部地区のほか、宇城市・宇土市及び上益城郡（益城町を除く）・下益城郡美里町の各市町で運行している。大半の路線が桜町BTから各方面に走行し拠点のイオンモール熊本を経由または終点、そこからまた各行先向けて走る路線形態である。週末に、桜町バスターミナル - イオンモール熊本間において深夜バスが運行されるほか、熊本市内から矢部(通潤橋）方面や、砥用方面への比較的長距離の路線も運行される。
- 2009年9月より熊本市西南部から同市東部を結ぶ東バイパスライナーの運行を九州産交バス・熊本電鉄バス・熊本都市バスとの共同運行において開始した。一時期、2012年4月に熊本市の政令指定都市移行にともない、コミュニティバス（通称：区バス）として「ゆうゆうバス」（東区（セイラタウン・桜木ルート、中の瀬・桜木ルート））の運行を熊本都市バスより委託されていた。また、旧熊本市営バス（現在の熊本都市バス）の運行していた一部系統が委譲された。主に、熊本市南東部郊外へ向けた路線が対象となった。
- かつては熊本交通センター開設以前から新市街を本社としてバスターミナルを持っていたため、同センター開設後も暫くは一部路線しか乗り入れていなかったが、のちに熊本発の路線はすべて乗り入れられるようになる（当時の市営バス（現・都市バス）「辛島町」バス停と別に熊本バスは「新市街」（交通センター方面は「熊本」）と名乗っていた。新市街バスターミナル時代の行き先表記「熊本」と表示していた時期もある）。
- 2008年より、大型ショッピングセンター『イオンモール熊本』にて、パークアンドライドを実施。全社を挙げて、エコ推進「チーム・マイナス6%」運動に取り組んでいる。また、車両の大半が「子ども110番のバス」となっているが、一部の車両（郡部への乗り入れがほとんど行われない車両など）については実施していない。
- 高速バスは過去も含めて参入実績がない。快速バスは熊本 - 矢部 - 蘇陽間に「やべ号」「そよう号」を運行していた。
- 熊本都市圏各社局の電車・バスで利用できる一日乗車券『わくわく1dayパス』については、当社では熊本市内のみの路線を含む全ての路線で全券種利用できなかった[23]が、2025年4月1日より当社便でも全路線で使用出来るようになった[21][22]。
- なお、2015年4月1日より、くまモンのIC CARDが導入されている（こちらは全路線で利用可。ただし、おでかけICカードは利用路線・区間によって制限がある[24]）。そのほか、2024年11月15日までは全国10社交通系ICカード（Suica等）の片利用も可能だった。同カードの片利用を中止する事業者、地域は全国で初めてだった。代替として2025年2月24日からクレジットカード等のタッチ決済が導入されたほか[25]、QRコード決済の導入も検討されている（導入時期未定）[26]。全国交通系ICカードの片利用終了からクレジットカード等によるタッチ決済が導入されるまでの間は現金やくまモンのIC CARDでの支払いに限られていた[27][28]。

#### 停留所名・車内放送
- 音声合成放送の導入が熊本県内の事業者の中でも最も遅かった。現在のナレーション担当は、鹿児島交通などの車内放送も担当している女性。
- 複数社が乗り入れる路線において、バス停名が共通であるにもかかわらず、車内放送や運賃表示器の表示のみ熊本バス独自のものとなっているケースが多々見受けられる。
  - （例）十禅寺町（川尻市道、2021年3月で路線廃止）／神水町（東バイパス）→バス停名は共通だが、音声と運賃表示はそれぞれ「十禅寺」／「神水」。熊本中央病院は「中央病院前」の表示で熊本中央病院の音声案内。
  - （例）向山校前（※2021年3月で路線廃止）／砂取校前→運賃表示はバス停名と同じだが、音声はそれぞれ「こうざんしょうがっこうまえ」／「すなとりしょうがっこうまえ」。このケースについては、バス停名が熊本市電の電停名に由来する場合（日吉校前（※2021年3月で路線廃止）や健軍校前）はそのままの読みだが、それ以外は「～しょうがっこうまえ」と読み替えるという一定の法則がみられる。
  - 「新市街」については、共用の停留所でありながらも熊本都市バスでは「辛島町」とバス停名そのものがまったく異なっていた。現在は、都市バスが合わせる形で「新市街」に統一されている。
  - 郡部のバス停においては、「病院前」や「学校前」、「記念碑前」などその町内の中でわかる最小限の名称が用いられていることが複数あるが、「学校前」のように他の市町村からだとどの学校を指すのかがわかりづらいものや、「記念碑前」が甲佐町・（旧）城南町の両方にあって区別が難しいことなどから、近年のダイヤ改正の際に「城南・病院前」（※現在は院名改称により「くまもと南部広域病院」）「砥用（・）学校前」「城南・記念碑前」と地名を後付けした名称への置き換えが進んでいる。
  - 市町村を越境する停留所では、（例）「ここから、嘉島町に入ります。」などと案内が流される。これは県内事業者では唯一となる。また、自治体限定の障がい者・運転免許返納者割引などの適用範囲の終始点にあたる停留所では、一旦運賃精算をお願いする旨の放送もあわせて流される。

### 貸切バス
- 貸切営業課 熊本県熊本市中央区萩原町3番21号1F
- 車両は、「いすゞ」「三菱」「日野」を使用している。車体は一般路線車と同じくオレンジ色と白色の組み合わせであるが、一般路線車と塗り分けが異なっている。愛称は、「red boy」となっている。

### その他のバス
- 甲佐町立乙女小学校のスクールバスの運行を受託。

## バス路線
- 2024年10月現在の同社運行便を表記。過去に運行していた路線については#バス営業所・車庫を参照。

### 新市街・南熊本・田迎経由
| 路線名 | 案内番号 | 運行区間 | 備考                                    |
| ------ | -------- | --- | --------------------------------------- |
| 田迎   | M1-1     | 桜町BT - 南熊本 - 田迎 - 中の瀬車庫 |                                         |
| 田迎   | M2-1     | 熊本駅前 - 桜町BT - 南熊本 - 田迎 - 中の瀬車庫 - 鯰 - イオンモール熊本 | 大半が桜町BT - イオンモール熊本区間運行 |
| 御船   | M3-1     | 桜町BT - 南熊本 - 田迎 - 中の瀬車庫 - 鯰 - イオンモール熊本 - 御船町恐竜博物館前 - 妙見谷 - 塔ノ木 - 有安 - 甲佐                                                                                |                                         |
| 御船   | M3-2     | 桜町BT - 南熊本 - 田迎 - 中の瀬車庫 - 鯰 - イオンモール熊本 - 御船町恐竜博物館前 - 玉虫 - 七滝 - 金内 - 浜町 - 通潤橋前 - 通潤山荘                                                              |                                         |
| 辺場   | M4-1     | 桜町BT - 南熊本 - 田迎 - 中の瀬車庫 - 鯰 - イオンモール熊本 - 辺場 - 塔ノ木 - 有安 - 甲佐 |                                         |
| 辺場   | M4-2     | 桜町BT - 南熊本 - 田迎 - 中の瀬車庫 - 鯰 - イオンモール熊本 - 辺場 - 塔ノ木 - 有安 - 甲佐 - 寒野 - 佐俣の湯 - 永富 - 砥用・学校前                                                               |                                         |
| 辺場   | M4-3     | 桜町BT - 南熊本 - 田迎 - 中の瀬車庫 - 鯰 - イオンモール熊本 - 辺場 - 塔ノ木 - 有安 - 甲佐 - 寒野 - 佐俣の湯 - 永富 - 砥用・学校前 - 霊台橋 - 三本松 - 内大臣入口 - 白小野 - 自動車練習場 - 浜町 |                                         |
| 乙女   | M5-1     | 桜町BT - 南熊本 - 田迎 - 中の瀬車庫 - イオンモール熊本 - 杉木今・バイパス - 火の君文化センター前 - くまもと南部広域病院 - 和田内入口 - 乙女小学校前 - 有安 - 甲佐                               |                                         |
| 城南   | M6-1     | 桜町BT - 南熊本 - 田迎 - 中の瀬車庫 - 鯰 - イオンモール熊本 - 杉木今 - 城南 |                                         |
| 城南   | M6-2     | 桜町BT - 南熊本 - 田迎 - 中の瀬車庫 - 鯰 - イオンモール熊本 - 杉木今 - 城南 - 木原不動前 - 宇土駅（東口）                                                                                       |                                         |
| 城南   | M6-3     | 桜町BT - 南熊本 - 田迎 - 中の瀬車庫 - 鯰 - イオンモール熊本 - 杉木今 - 城南 - 東阿高 - 曲野 - 新四つ角 - 松橋駅                                                                                 |                                         |
| 城南   | M6-4     | 桜町BT - 南熊本 - 田迎 - 中の瀬車庫 - 鯰 - イオンモール熊本 - 杉木今 - 城南 - 塚原 - 志導寺 |                                         |
| 城南   | M6-5     | 桜町BT - 南熊本 - 田迎 - 中の瀬車庫 - 鯰 - イオンモール熊本 - 杉木今 - 城南 - 塚原 - 志導寺 - 下安見                                                                                            |                                         |
| 城南   | M6-6     | 桜町BT - 南熊本 - 田迎 - 中の瀬車庫 - 鯰 - イオンモール熊本 - 杉木今 - 城南 - 塚原 - 志導寺 - 下安見 - 豊野支所前 - 段鶴                                                                        |                                         |

### 通町筋経由
| 路線名                    | 路線番号 | 運行区間 | 備考 |
| ------------------------- | -------- | --- | --- |
| 画図                      | K1-3     | 桜町BT - 通町筋 - 国府 - 県庁前 - 神水町 - 動植物園西口 - 烏ヶ江 - 中の瀬・東 - 鯰 - イオンモール熊本 - 杉木今 - 城南                                                                                 | |
| 画図                      | K1-4     | 桜町BT - 通町筋 - 国府 - 県庁前 - 神水町 - 動植物園西口 - 烏ヶ江 - 中の瀬・東 - 鯰 - イオンモール熊本 - 辺場 - 塔ノ木 - 有安 - 甲佐営業所                                                             | |
| 健軍                      | K2-1     | 桜町BT - 通町筋 - 国府 - 熊本県庁前 - 神水町 - 健軍校前 - 健軍電停前 - 若葉町 - 秋津団地 - 井寺入口 - 嘉島町役場前 - イオンモール熊本                                                                 | |
| 健軍                      | K2-2     | 健軍電停前 - 若葉町 - 秋津団地 - 井寺入口 - 嘉島町役場前 - イオンモール熊本 | 上記のK2-1系統の区間運行便 |
| 健軍                      | K2-3     | 桜町BT - 通町筋 - 国府 - 県庁前 - 神水町 - 健軍校前 - 健軍電停前 - 東区役所 - 若葉町 - 秋津団地 - 井寺入口 - 嘉島町役場前 - イオンモール熊本 - 杉木今 - 城南                                          | |
| 健軍                      | K2-4     | 桜町BT - 通町筋 - 国府 - 県庁前 - 神水町 - 健軍校前 - 健軍電停前 - 若葉町 - 秋津団地 - 井寺入口 - 上六嘉 - 御船町恐竜博物館前 - 妙見谷 - 塔ノ木 - 有安 - 甲佐                                         | |
| 健軍                      | K2-5     | 桜町BT - 通町筋 - 国府 - 県庁前 - 神水町 - 健軍校前 - 健軍電停前 - 若葉町 - 秋津団地 - 井寺入口 - 上六嘉 - 御船町恐竜博物館前 - 妙見谷 - 塔ノ木 - 有安 - 甲佐 - 寒野 - 佐俣の湯 - 永富 - 砥用・学校前 | |
| 江津団地                  | L1-1     | 桜町BT - 通町筋 - 国府 - 画図道 - 大曲 - 江津団地 | |
| 江津団地                  | L1-2     | 桜町BT - 通町筋 - 国府 - 画図道 - 大曲 - 江津団地 - 湖畔団地前 - 鳥ヶ江 - 中の瀬・東 - 鯰 - イオンモール熊本                                                                                          | |
| セイラタウン              | L2-1     | 桜町BT - 通町筋 - 国府 - 画図道 - 湧心館高校前 - セイラタウン - 重富 - 画図パークタウン - 中の瀬車庫                                                                                                  | |
| セイラタウン              | L2-2     | 桜町BT - 通町筋 - 国府 - 画図道 - 湧心館高校前 - セイラタウン - 重富 - 画図パークタウン - 中の瀬車庫 - 鯰 - イオンモール熊本                                                                          | |
| 浜線バイパス （中央病院） | P4-1     | 桜町BT - 通町筋 - 建設会館前 - 八王寺 - 熊本中央病院 - (※出仲間（バイパス）) - 画図パークタウン - 中の瀬車庫                                                                                          | ※「出仲間（バイパス）」桜町BT方面行きのみ停車 |
| 浜線バイパス （中央病院） | P4-2     | 桜町BT - 通町筋 - 建設会館前 - 八王寺 - 熊本中央病院 - (※出仲間（バイパス）) - 画図パークタウン - 中の瀬車庫 - 鯰・バイパス - イオンモール熊本                                                        | ※「出仲間（バイパス）」桜町BT方面行きのみ停車 |
| 浜線バイパス （中央病院） | P4-3     | 桜町BT - 通町筋 - 建設会館前 - 八王寺 - 出仲間（バイパス）- 画図パークタウン - 中の瀬車庫 | 通常ダイヤではP4-3系統「中の瀬車庫」発上りの往路便のみの運用（P4-4系統は特別ダイヤ設定時のみ） 「出仲間（バイパス）」桜町BT方面行きのみ停車（P4-3系統「中央病院」は経由しない） 特別ダイヤ設定時は往復便を運行 |
| 浜線バイパス （中央病院） | P4-4     | 桜町BT - 通町筋 - 建設会館前 - 八王寺 - 出仲間（バイパス）- 画図パークタウン - 中の瀬車庫 - 鯰・バイパス - イオンモール熊本                                                                           | 通常ダイヤではP4-3系統「中の瀬車庫」発上りの往路便のみの運用（P4-4系統は特別ダイヤ設定時のみ） 「出仲間（バイパス）」桜町BT方面行きのみ停車（P4-3系統「中央病院」は経由しない） 特別ダイヤ設定時は往復便を運行 |

### 下通筋経由
| 路線名   | 系統 | 運行区間 | 備考             |
| -------- | ---- | --- | ---------------- |
| 御幸木部 | P2-2 | 桜町BT - 銀座橋 - 大学病院前 - 春の本 - 南熊本駅前 - 出仲間 - 笛田神社前 - 御幸木部                           | 御幸木部行きのみ |
| 御幸木部 | P2-3 | 桜町BT - 銀座橋 - 大学病院前 - 春の本 - 南熊本駅前 - 出仲間 - 御幸病院 - 笛田神社前 - 御幸木部                | 御幸木部行きのみ |
| 御幸木部 | P2-4 | 御幸木部 - 笛田神社前 - 出仲間 - 南熊本駅前 - 春の本 - 大学病院構内 - 大学病院前 - 銀座橋 - 桜町BT            | 桜町BT行きのみ   |
| 御幸木部 | P2-5 | 御幸木部 - 笛田神社前 - 御幸病院 - 出仲間 - 南熊本駅前 - 春の本 - 大学病院構内 - 大学病院前 - 銀座橋 - 桜町BT | 桜町BT行きのみ   |

### 環状線
| 路線名       | 案内番号                     | 運行区間 | 備考                                                          |
| ------------ | ---------------------------- | --- | ------------------------------------------------------------- |
| はません環状 | M0-0                         | 中の瀬車庫 - 画図パークタウン - 熊本中央病院前 - 八王寺 - 建設会館前 - 通町筋 - 桜町BT - 南熊本 - 田迎 - 中の瀬車庫 | 2024年4月現在、旧浜線（田迎・南熊本）方面からの左回りのみ運行 |
| 甲佐環状     | M4-1 （ 桜町BTから → K2-4 ） | 甲佐 - 有安 - 塔ノ木 - 辺場 - イオンモール熊本 - 中の瀬車庫 - 田迎 - 南熊本 - 桜町BT - 通町筋 - 国府 - 県庁前 - 神水町 - 健軍校前 - 健軍電停前 - 若葉町 - 秋津団地 - 井寺入口 - 六嘉 - 御船・銀行前 - 妙見谷 - 塔ノ木 - 有安 - 甲佐 | イオンモール熊本・南熊本方面からの左回りのみ運行              |

### 無番系統路線
| 路線名                 | 運行区間                                    | 備考 |
| ---------------------- | ------------------------------------------- | ---- |
| 市施策線（南区役所線） | 城南営業所 → 木原不動尊前 → 平原 → 南区役所 |      |

## 車両
2015年2月現在、車両保有台数は路線車94台、貸切車14台である。
車両は国産4メーカー（いすゞ・日野・三菱ふそう・日産ディーゼル（当時。現・UDトラックス））全てを使用している。純正ボディのほか、西日本車体ボディの車両もある。また近年は大手事業者からの譲渡車の導入がほとんどで、新製配置されて20年を超える車両も多く在籍している。新車購入は2004年を最後に行われていなかったが、2011年にサントリー九州熊本工場無料送迎専用のハイブリッドバスを導入。また、2017年には貸切新車を2台（日野・セレガ、いすゞ・ガーラ）導入している。
- 1985年以前は全車前乗り仕様車（トップドア車）しか存在していなかったが、のちに他事業者と同様ほとんどが中扉仕様車（中乗り・前降り）となっている。長崎バスからの中古導入が多かった頃は、入口のドアが後端（後ろ乗り・前降り）の車両が多く存在したが、すべて５年程度で全廃となった。また、貸切から路線向けへ転用となったトップドア車も3台在籍していたが、2021年頃までにすべて除籍となり、現在は中扉仕様車（中乗り・前降り）しか存在しない。
- 2023年に同社初となるレシップ社製白色LED行先表示器搭載車が登場した（東京都交通局から移籍 1824号車）。以前はリア方向幕にも行先を表示していたが、現在まで（はじめからLEDの方向幕が装備されている状態で導入された自社発注車や前事業者が後面にもLED方向幕を装備して使用していた車両を除き）リアの方向幕は使用しない方針となっており、表示は『熊本バス』に固定されている。そのため、振動等により幕が緩んでいるものや幕の表示位置がずれてわずかに上下が見きれているもの、蛍光灯が切れていてもそのままの状態となっているものが近年増えてきていた。移籍車両においては、導入時に前面・側面はLED化しても後面はLED化せずに、既存の車両同様幕のまま『熊本バス』と固定表示するケースがほとんどだが、車両によっては、幕の部分を同系色のカバー等で塞いだり、方向幕そのものを撤去したものもある。ただ、現在は後面LED行先表示車も増えている。
- 方向幕の行先表示は、熊本県内の路線バス4社で系統番号が統一された1996年以降は共通仕様のものを使用（南10系統や南21系統の急行便のみでは、ピンク地に白抜き文字の幕を使用）してきたが、2012年4月1日（巻取式は更新作業の関係上、同年3月下旬頃）からは、前面方向幕の行先表示を若干独自性のあるもの（主要の経由地を大きく表示して目立たせて、逆に終点は右端に小さく表示し「行」を追加）へ変更した。ただ、この表示方法は、終点が小さすぎてわかりにくいことやあまり重要とはいえない経由地が強調されていたりと視認性が著しく悪く、評判が悪かった。そのため、2012年10月頃からほぼ従来型のレイアウトに近いものへの再変更が順次行われている。まず上り線から先に順次変更を行い、その後下り分の再変更に着手してきたが、2015年3月現在、上り分の巻き取り式方向幕と上下分のLEDについては再変更が、行先表示器メーカーが異なる4台(殆どの車両がレシップ製に対し4台のみパナソニック製)を除き完了している。ただし、ごく一部の路線では未だに置き換えが行われていなかったり、置き換えがほぼ完了した路線であっても車両によっては未だに再変更が行われないままで運行しているケースも散見され、バラつきがある。
- 運賃表示器はレシップ製のデジタル式（2009年以降導入の移籍車はOBC-VISION "D"）を導入。整理券発行機と運賃箱は小田原機器製（整理券発行機はSAN-V型。一部車両はサーマル式のSAN-VTN型。運賃箱はICカード導入によりRX-NZ型から、レシップ製LF-A-EC0078）を導入している。車体塗装がオレンジ色と白色のツートンカラーであることから地元では「赤バス」の通称で呼ばれることがある。1997年以降に導入された車両はオレンジ色と白色の組み合わせはそれまでの車両と変わらないものの、塗り分けが大幅に変更され、側面の白色の面積が大きくなった（以前に導入された車両でも塗り替えられたものもある）。なおこの塗色変更の過渡期において、クリーム色地にオレンジ色の「く」の字形の帯を入れたデザインとなった車両もあったが、2021年頃までにすべて除籍となり現存しない。
- 阪東自動車からの移籍車1台と京浜急行からの移籍車2台の計3台には、白地に水色の玉や葉をデザイン（※阪東自動車の塗装と非常に酷似）した塗装が施されていたが、これらはすべてDPFが装備された車両であり、それをアピールするためのものだった。なお、この車両のデザインを企画したのは、九州各県のバス事業者のラッピング広告を請け負っている広告会社「有限会社アルファ企画」（※阪東車のみ、中扉の右隣下に「PRODUCE by 有限会社アルファ企画」の表記あり）。なお、この3台は2021年までにすべて除籍となり現存していない。
- 2013年に京王バスから購入したノンステップバスを皮切りに、新塗装（白地の背景に赤とグレーの2トーンの横一直線の帯があしらわれ、リア以外の側面中央に「ニコちゃん」というキャラクターが描かれたもの）が標準仕様として採用されるようになった。また、リアウィンドウないしは戸袋窓には、熊本県のPRマスコットキャラクター・くまモンの後ろ姿のラッピングが施されている（一部貼付されていない個体もある）。
- 中古車両の移籍元は下記の通り関東地区がかなり多く、ほかの県内の会社に多い関西地区からの中古車は他社に比べて非常に少なく1社しかない。理由は不明である。

### 主な中古車の移籍元
九州地区
- 熊本市交通局
- 鹿児島市交通局
- 長崎バス
- 北九州市交通局
- 昭和自動車←十王自動車（関東地区）

関東地区
- 都営バス
- 関東バス
- 京浜急行バス
- 川崎市交通局
- 京成バス
- 江ノ電バス
- 相鉄バス
- 京王バス
- 西東京バス
- 阪東自動車
- 習志野新京成バス→船橋新京成バス
- 神奈川中央交通
- 東急バス

東海地区
- 名鉄バス
- 岐阜バス
- 遠鉄バス

その他
- 京都市交通局（関西地区）
- 阪急田園バス（関西地区）
- 船鉄バス（中国地区）

## バス営業所・車庫

### 営業所
- 熊本中央営業所（中の瀬車庫内） - 熊本市東区画図町重富600番地(バスにおける行き先方向幕は中の瀬車庫。)
- 甲佐営業所 - 上益城郡甲佐町大字岩下96番地3(バスにおける行き先方向幕は甲佐。)

このほか、熊本市中央区琴平1丁目に琴平車庫が設けられ、九州産交バスと共有している（九州産交バスでは「本荘車庫」と呼称）。主に桜町BTを始発着とする車両の待機・乗務員の休憩場所として使用。

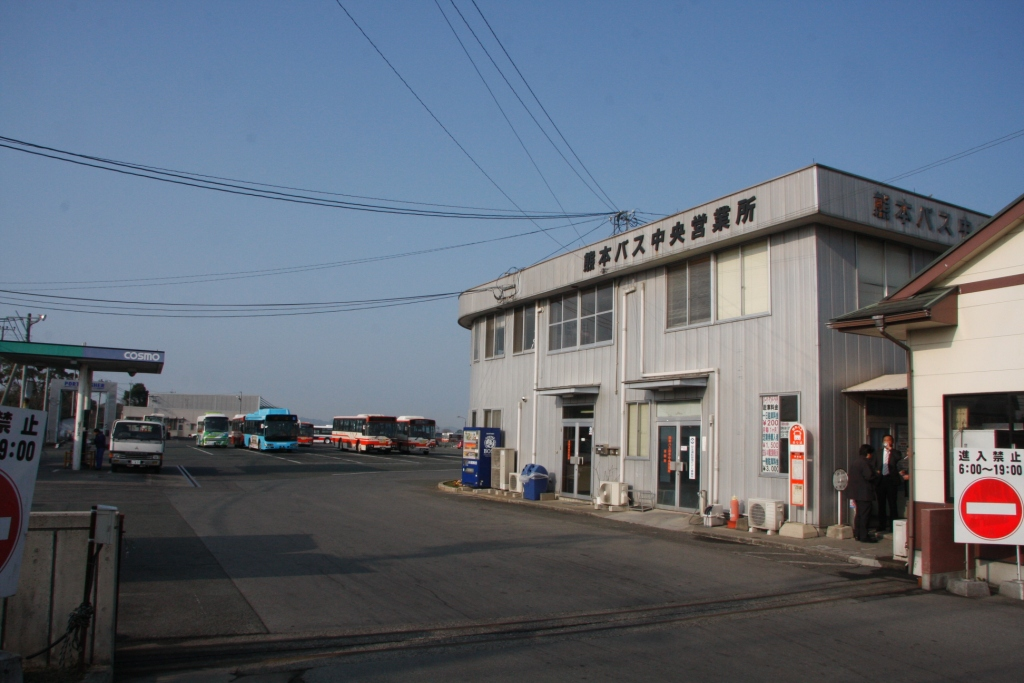
熊本中央営業所
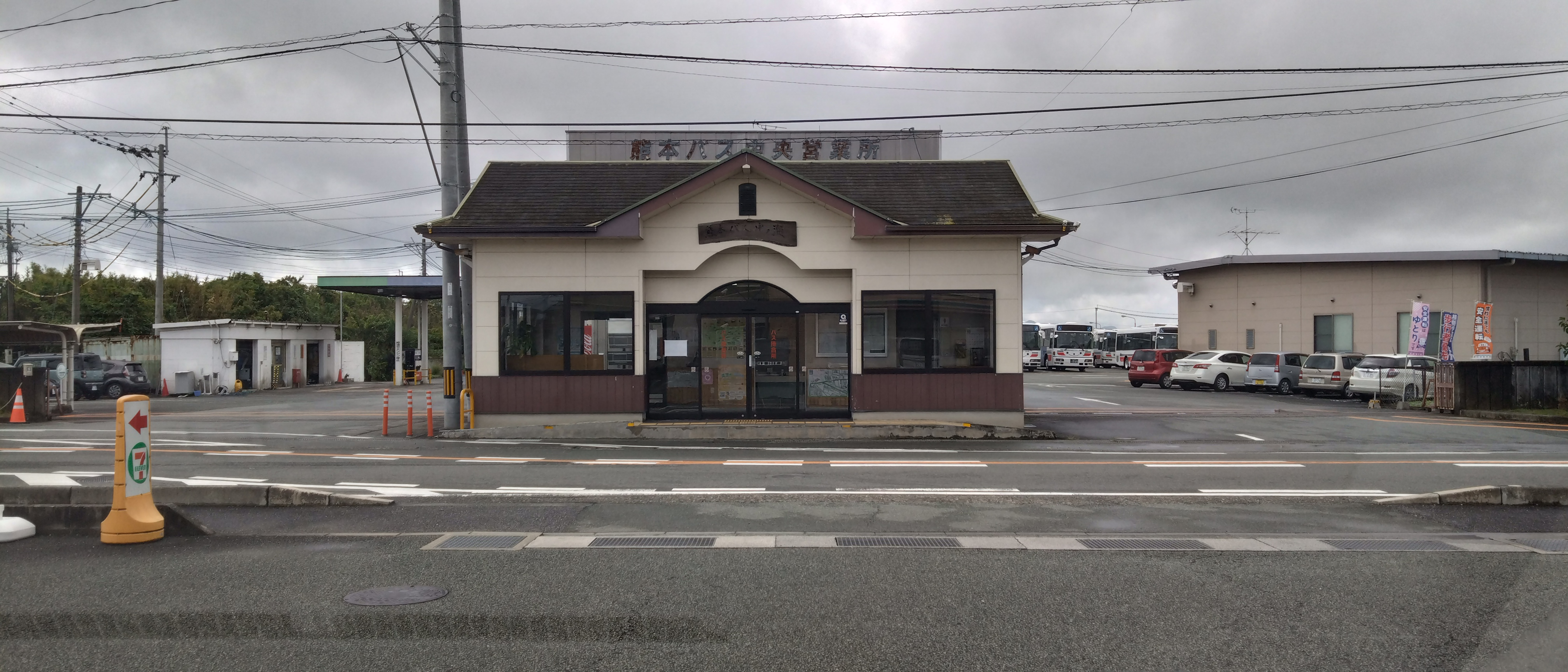
中の瀬車庫待合所
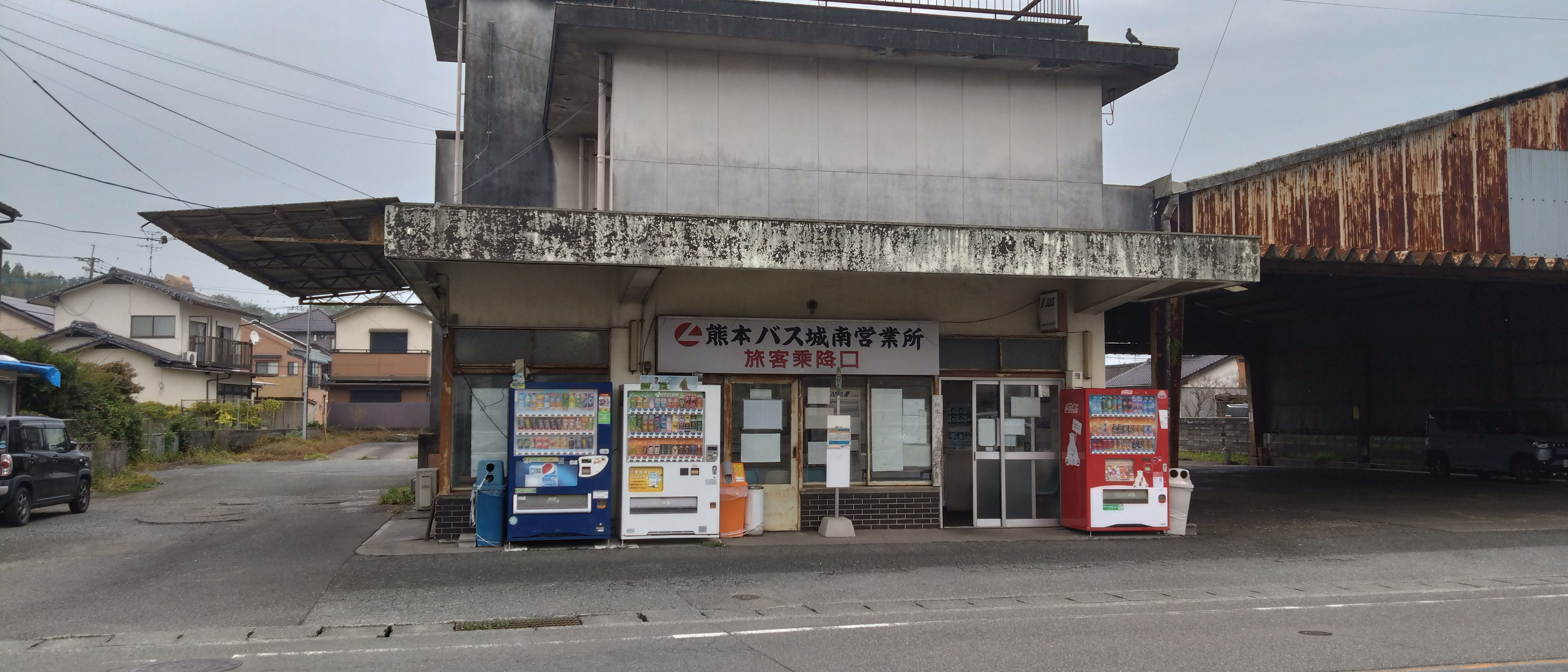
熊本バス城南出張所（バスターミナル）
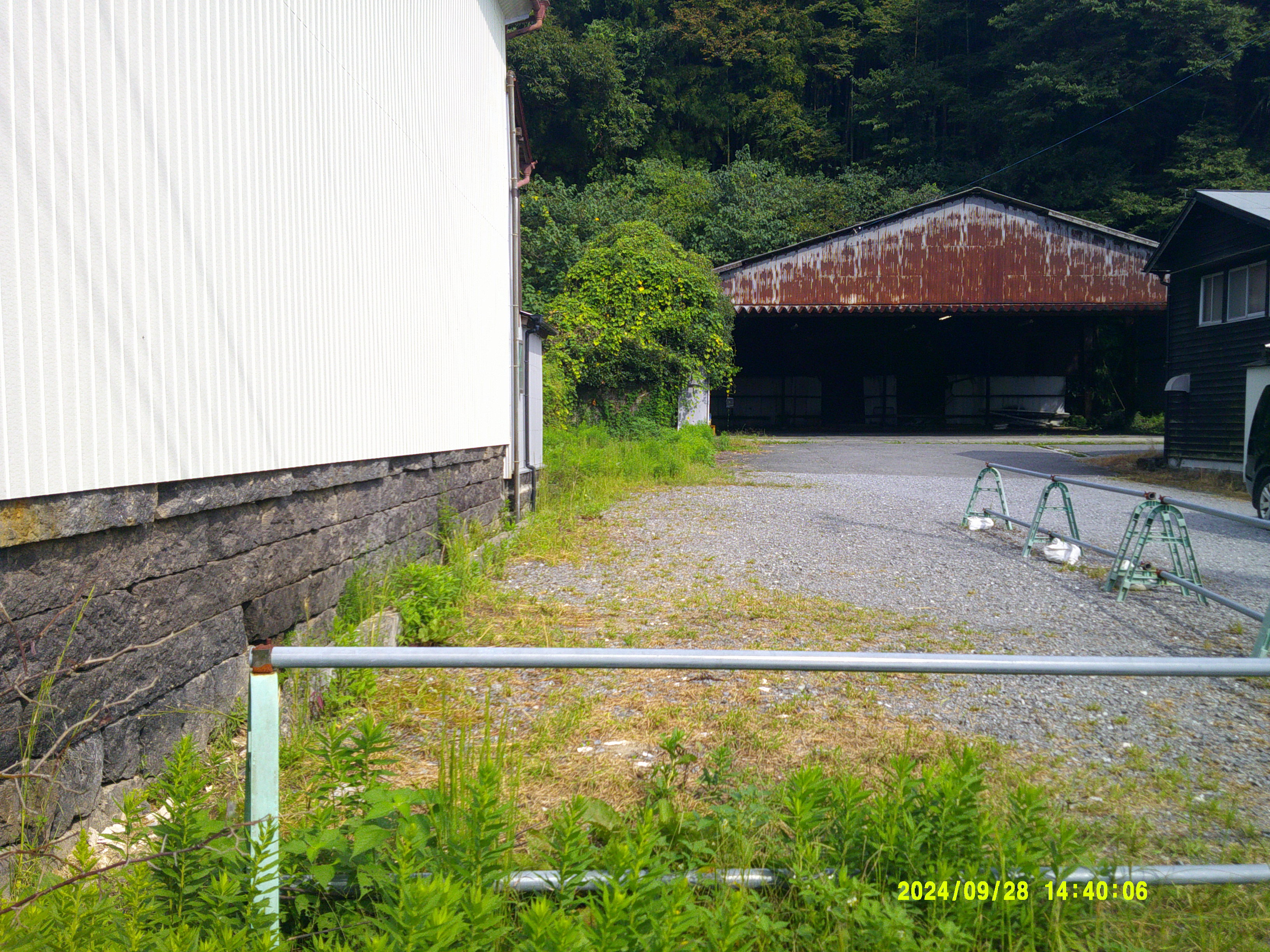
2024年10月に閉鎖した馬見原出張所

### 出張所
- 城南出張所 - 熊本市南区城南町隈庄503番地(バスにおける行き先方向幕は城南。)

城南は熊本中央営業所傘下、窓口業務は行っている。
- 浜町出張所 - 上益城郡山都町浜町187番地(バスにおける行き先方向幕は浜町。)

　元浜町営業所。かつては矢部地区を中心に多くの支線が運行されていた。現在は山都町ふれあいバスセンター内に設置されている。
- 砥用出張所 - 下益城郡美里町永富465番地(バスにおける行き先方向幕は砥用。)

　元砥用営業所。熊延鉄道の砥用駅が存在していた。営業所もかつての駅舎を流用していた。
浜町・砥用ともに甲佐営業所傘下であり、窓口業務は行っていない。

### 廃止された営業所・車庫
- 中央営業所（旧・本社） - 熊本市中央区新市街11-18
  - 熊本バス第一生命ビルを建てる前は、自社の「新市街」バスターミナルがあった。
- 貸切中央営業所・九品寺営業所 - 熊本市中央区九品寺6丁目
  - 整備工場も兼ねていた。跡地はマンションが建っている。
- 御船出張所 - 上益城郡御船町大字御船937番地2
  - 2012年3月31日をもって老朽化により閉鎖。定期券発売は近くのクリーニング店および熊本バス自動車学校に移管した。
- 三間伏車庫 - 上益城郡御船町田代
  - 2007年4月「田代線」廃止と共に撤収。
- 払川車庫 - 下益城郡美里町払川
  - 社宅も兼ねていた。2009年4月「氷川ダム線・小市野線」廃止と共に撤収。
- 玉虫車庫 - 上益城郡御船町滝尾
  - 2015年10月閉鎖（「玉虫」バス停として存続）。
- 秋津車庫 - 熊本市秋津町秋田
  - 観光バス車庫として存在していた（「間島橋」バス停として存続）。
- 馬見原出張所（元・馬見原営業所） - 上益城郡山都町馬見原387番地
  - 2024年10月、浜町からの同出張所への運行便「馬見原線」が前日（9月30日）に運行終了[16]につき出張所閉鎖。

## 旅行業
熊本市中央区萩原町3番21号に旅行事業部を置き、熊本バスツーリストビューローの名で事業展開している。

## 自動車学校
熊本市に隣接する、上益城郡御船町木倉215番地1に熊本県公安委員会指定校（実技試験免除）「熊本バス自動車学校」を運営している。

## 経営再建
かねてから利用者の減少により、経営が悪化し2014年3月期には2900万円の純損失、1億5100万円の債務超過に陥っていたため、主力の熊本第一信用金庫と肥後銀行に債権放棄を要請していたが、2015年2月13日に地域経済活性化支援機構に支援要請をしていることが明らかになった。肥後銀行ほかが出資する再生ファンド「九州BOLERO2号」から第三者割当増資として3000万円の出資を受けるとともに、金融機関に債務免除を求めつつ、地域経済活性化支援機構より役員を受け入れ、経営の立て直しを行う。なお、この支援に伴いバスの減便や従業員の削減は行わないとしている。
また、この支援決定により産業再生機構の支援を受けた九州産業交通、産業活力再生特別措置法による中小企業再生支援協議会の支援により債務免除を受けた熊本電気鉄道とともに、熊本県を走る主な民間バス3社すべてが国が支援に関わることとなった。